# Isoglossa laxa
Isoglossa laxa är en akantusväxtart som beskrevs av Oliver. Isoglossa laxa ingår i släktet Isoglossa och familjen akantusväxter. Inga underarter finns listade i Catalogue of Life.

## Bildgalleri

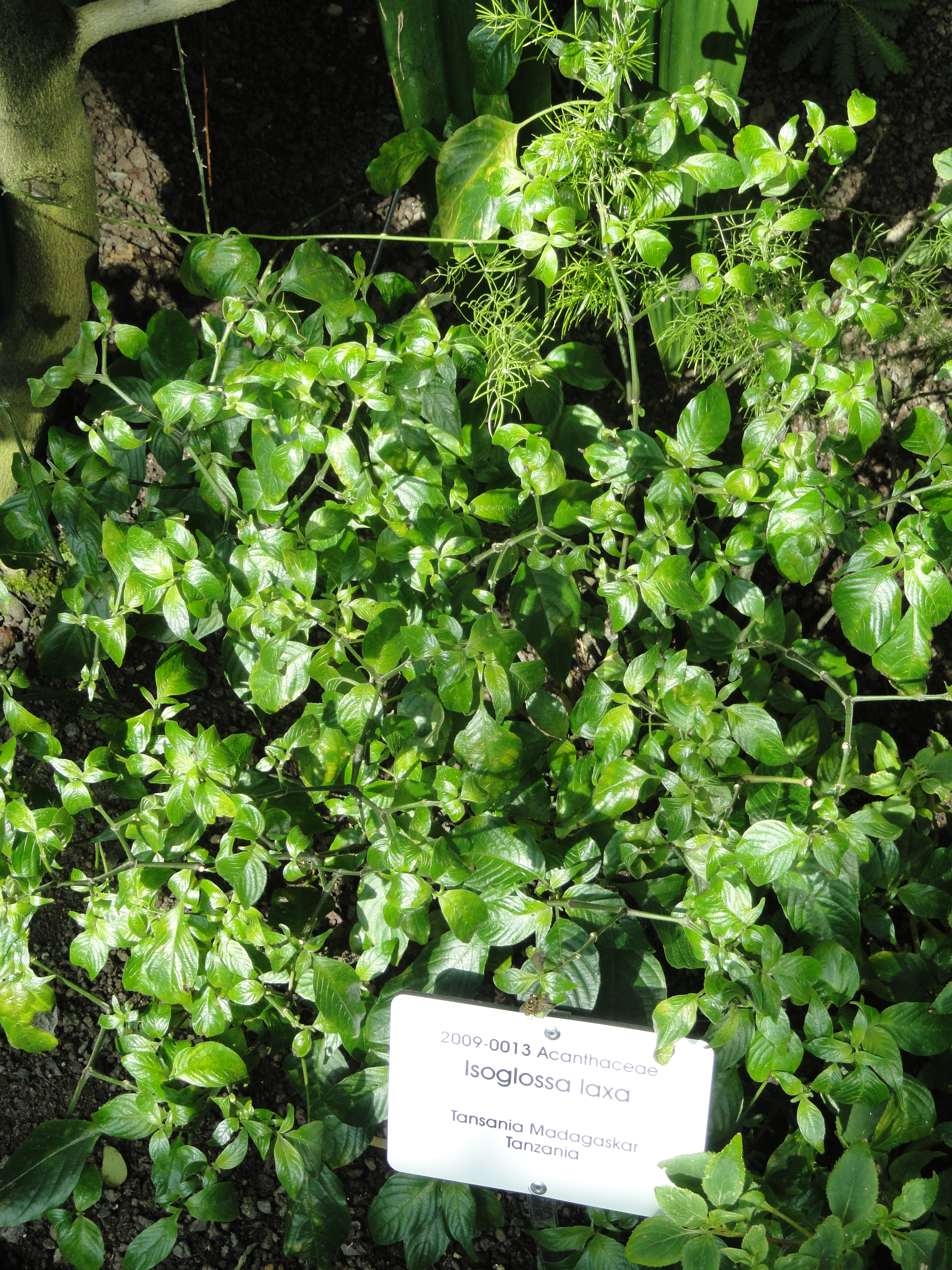